# 3-2-0
Тип 3-2-0 — паровоз з двома рушійними осями в одній жорсткій рамі і трьома бігунковими осями.
Інші методи запису:
- Американський — 6-4-0
- Французький — 320
- Німецький — 3B

## Приклади паровозів
У другій половині XIX століття в Росії на Петербурго-Московській залізниці експлуатувалися два паровози даного типу, яким була присвоєна серія А. Вони були виготовлені в 1858–1859 рр. на Олександрівському заводі і призначалися для обслуговування поїздів «особливої важливості» (царських). Маса паровозів становила 48,5 т, зчіпна — 26 т, діаметр рушійних коліс становив 1980 мм. Тиск пари в котлі становив 8 атм., площа нагріву — 138,8 м², площа колосникових ґрат — 1,85 м². Ці паровози були набагато потужніші, ніж паровози типу 2-2-0, які також експлуатувалися на цій же дорозі. У 1880-ті на паровозах поставили нові парові котли й були встановлені будки.